# Il coraggio e la sfida
Il coraggio e la sfida (The Singer Not the Song) è un film del 1961 diretto da Roy Ward Baker, tratto da un romanzo di Audrey Erskine-Lindop.

## Trama
Padre Keogh giunge in un paese messicano per sostituire padre Gomez, vessato dal bandito  Valentino. Il fuorilegge inizia a intimidire padre Keogh per indurre anche lui ad andarsene. Nonostante ciò, un’inconfessata, ambigua simpatia fra i due fa sì che il bandito risparmi la vita al sacerdote, arrivando ad uccidere addirittura uno dei suoi per difenderlo. Fingendosi attratto dalla fede, Valentino vuole indurre il prete a lodarlo davanti ai fedeli e per far questo non esita a usare Linda, una ragazza innamorata del sacerdote. Sconvolto, padre Keogh fa arrestare il bandito in chiesa. Nella sparatoria che segue, Valentino rimane mortalmente ferito e padre Keogh, pentito, viene a sua volta colpito a morte mentre si avvicina per dargli l’estrema unzione.